# المناصرة (الشرقية)
قرية المناصرة هي إحدى القرى التابعة لمركز مشتول السوق في محافظة الشرقية في جمهورية مصر العربية. حسب إحصاءات سنة 2006، بلغ إجمالي السكان في المناصرة 2738 نسمة، منهم 1427 رجل و1311 امرأة.